# Ražňany
Ražňany (in ungherese Nyársardó) è un comune della Slovacchia facente parte del distretto di Sabinov, nella regione di Prešov.